# Siciliana (pollo)
La Siciliana è un'antica razza leggera di pollo originaria della Sicilia, da cui prende il nome, presente nei libri dedicati all'avicoltura di tutto il mondo, ma estremamente rara. È il tipico pollo leggero di origine mediterranea, presente in diverse varietà di colore, ma che si differenzia dalle altre razze per la peculiare forma della cresta, definita "a corona", caratteristica che l'ha resa popolare e unica al mondo. Come per la Livorno, anche la Siciliana è stata oggetto di allevamento in USA, tanto che si possono osservare due tipi distinti: la Siciliana di tipo italiano, che è da considerarsi l'originale, e quella di tipo americano, definita Sicilian Buttercup, o semplicemente Buttercup.

## Origini

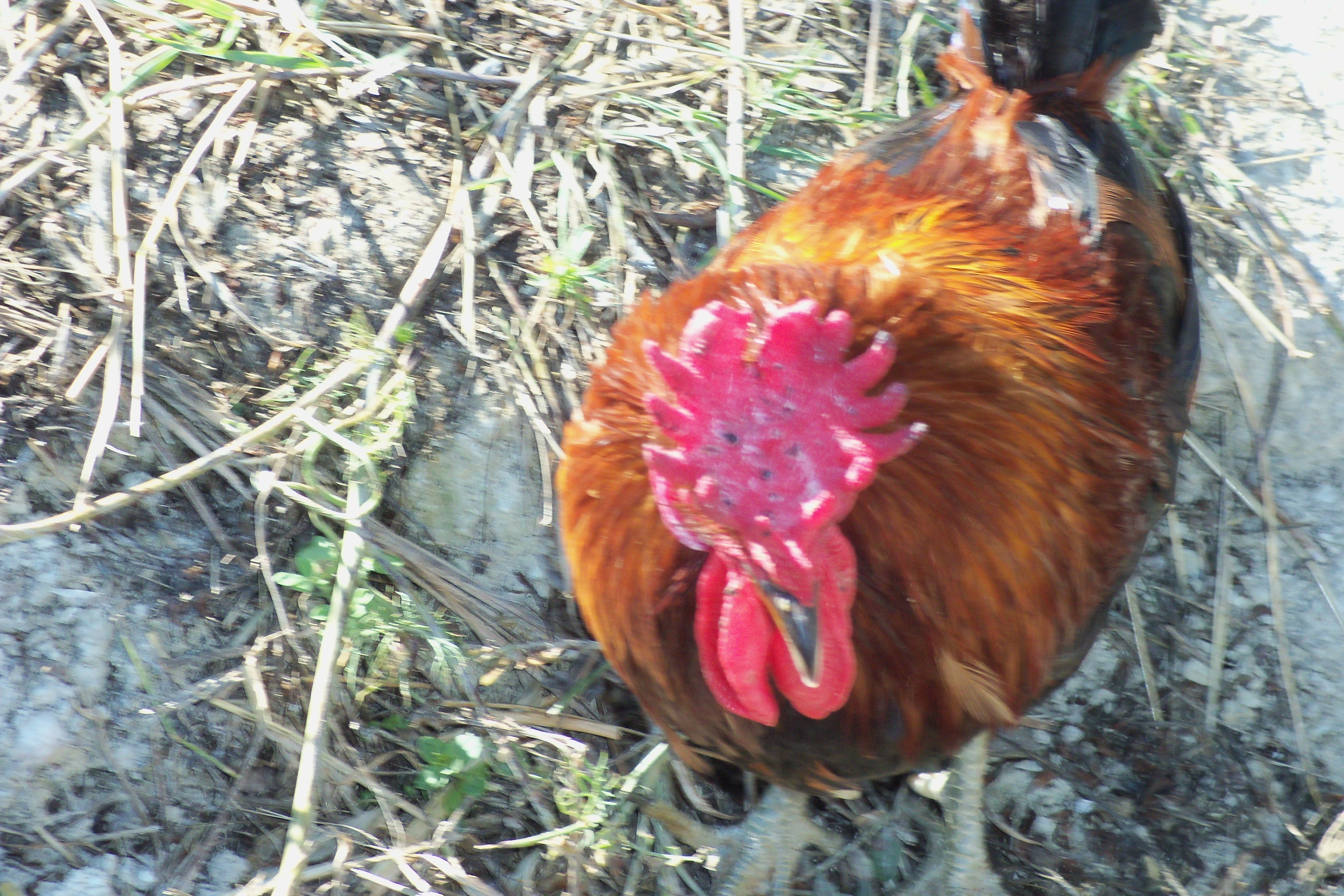
Un gallo razza Siciliana

Le origini della razza sono piuttosto controverse; tuttavia, pare che esista da molti secoli, come attestano opere pittoriche che la riproducono, risalenti al sedicesimo secolo. Secondo alcuni studiosi la razza si sarebbe originata da accoppiamenti tra polli locali e polli provenienti dall'Africa settentrionale; in effetti la razza nordafricana chiamata Tripolina, oltre a vantare un ciuffo di penne, presenta anche una cresta a coppa proprio come la Siciliana. Tra il 1850 e il 1860 il Capitano Daves acquistò un notevole numero di polli, al fine di rifornire l'equipaggio di uova e carne durante il suo viaggio di ritorno a Boston. Le galline dimostrarono di essere ottime ovaiole, e così gli esemplari che arrivarono vivi negli Usa divennero oggetto di intensa selezione da parte di alcuni allevatori statunitensi che divennero sostenitori della razza, tra cui l'avvocato Cough e il reverendo Brown. La razza venne ribattezzata Flower Bird, grazie alla forma della cresta, e poco più tardi Sir Loring importò i polli dalla Sicilia anche in Inghilterra, dove furono chiamati Sicilian Buttercup. Gli allevatori statunitensi crearono una Siciliana diversa da quella originale, più pesante e con orecchioni bianchi, chiamata appunto Sicilian Buttercup, un ceppo discretamente allevato all'estero, mentre la Siciliana originale è andata progressivamente scomparendo. Fortunatamente alcuni allevatori italiani si sono impegnati nel conservare questa razza e salvarla dall'estinzione. L'associazione T.R.S.(Tutela Razze Siciliane) detiene i registri e si occupa della tutela e selezione dei capi. 

## Caratteristiche morfologiche
È un pollo di tipo campagnolo, snello e leggero, dalle forme eleganti ma meno vistose di altre razze mediterranee.
Il tronco è di media grandezza. La testa è arrotondata, abbastanza larga e profonda. Il becco è forte, di media lunghezza, striato di nero.  Gli occhi sono vivaci, grandi, prominenti e di colore rosso. La cresta rappresenta il punto forte della razza: è rossa e di tessitura fine, inizia come cresta semplice alla base del becco per acquisire la forma a coppa ben arrotondata; si chiude nella parte posteriore. I denti della cresta devono essere cinque e regolari, non troppo lunghi, ben definiti e senza una base troppo larga. La cresta è portata ben dritta in entrambi i sessi. I bargigli sono rossi, di media grandezza, ben distesi e non aperti. La faccia è rossa, liscia e senza peluria. Gli orecchioni sono medi, ben arrotondati, fini e di colore rosso; è ammessa una leggera presenza di bianco.
Il collo è arcuato ed elegante, dotato di un'abbondante mantellina. Le spalle sono larghe e ben arrotondate. Il dorso è largo e non troppo lungo. Le ali sono lunghe, aderenti al corpo e portate alte. La coda è abbastanza larga, con timoniere abbastanza lunghe, portata alta fino ad angolo retto.
Il petto è portato abbastanza alto, è pieno, largo ed arrotondato.
Le zampe sono di media grandezza, ben staccate dal tronco, dotate di tarsi sottili, nudi e abbastanza lunghi, di colore verde salice. Il peso è di kg 2,000/2,400 per il gallo e di kg 1,600/1,800 per la gallina. Il piumaggio si presenta abbondante e morbido, ben aderente su tutto il corpo.

### Difetti gravi
Forma alterata e grossolana. Coda a scoiattolo. Orecchioni con più di un terzo bianco. Cresta deformata doppia e aperta dietro nel gallo, piegata o aperta davanti; denti della cresta filiformi o troppo lunghi; presenza di escrescenze o infossature nella cresta. Zampe di altro colore; tarsi impiumati.

## Colorazioni
La colorazione originale è selvatica bruna, o selvatica melanizzata, tipica di questa razza. Il piumino del pulcino è simile a quello del tipo selvatico, fatta eccezione per le strisce bianco giallastre del dorso che sono più ampie e per la striscia al capo interrotta e irregolare.
I maschi adulti sono di tipo selvatico, cioè rossoneri, mentre le femmine adulte sono senza salmone al petto e sono del tutto simili a femmine eb, con possibile presenza nelle piume di strisce grossolane dovute a scarsa quantità di pigmento nero nel contesto della feomelanina.
Secondo Carefoot si possono osservare due fenotipi differenti dovuti a questo allele, in quanto i soggetti sono dotati solamente di ebc, oppure sono portatori sia di ebc che del gene Db, ambedue allo stato omozigote. I due fenotipi vengono chiamati perniciato bruno chiaro e scuro. Attualmente in purezza esistono pochi amatori che allevano in queste colorazioni: la maggioranza degli esemplari esistenti sono stati incrociati con colorazioni di base genetica differente.
Lo standard italiano non riconosce le colorazioni differenti da quelle originarie:  blu e nera

## Qualità
La Siciliana è un pollo molto rustico e vivace, con una spiccata attitudine alla produzione di uova. Un pollo con poche pretese, dalla grande resa: in sintesi questa è la Siciliana.
Molto resistente ai climi caldi e asciutti, ha un temperamento vivace, sanguigno ma in genere non è una buona volatrice.
Il suo aspetto è fiero e battagliero, coraggioso e territoriale, particolarmente resistente alle malattie più comuni, di indole vagabonda: se lasciata libera di pascolare può procurarsi buona parte dell'alimentazione giornaliera, anche se può continuare a vivere e a produrre confinata in piccoli ambienti.
Inoltre è una razza molto precoce: i pulcini nascono vispi e robusti, quasi sempre con un anticipo di 12 ore circa; prima dei 20 giorni si distinguono già i sessi, le galline depongono già dal quinto mese di vita uova dal caratteristico guscio affusolato color bianco ed in numero di oltre 150 per ciclo; anche la carne è gustosa, si avvicina molto al gusto della pernice, con buone caratteristiche organolettiche.
Nonostante non sia stata oggetto di grossi programmi di recupero, la sua particolare resistenza e adattamento al territorio ha permesso la sua sopravvivenza fino ai giorni nostri, non è difficile trovarla distribuita nel territorio Siciliano.
La razza è allevata a scopo di recupero con l'obiettivo di essere conservata e recuperata, non ha mai assunto una notevole importanza economica ma culturale. Il peso minimo dell'uovo è di 45 grammi.